# Alexander Horst
Alexander Horst (ur. 20 grudnia 1982 w Wiedniu) – austriacki siatkarz plażowy, wicemistrz Świata z 2017 roku oraz dwukrotny medalista Mistrzostw Europy, a także uczestnik Igrzysk Olimpijskich w 2008, 2012 i 2016.
Horst największe sukcesy święcił grając z Florianem Goschem. Zdobył z Nim wicemistrzostwo Europy w 2009 roku. Wystąpili również na Igrzyskach Olimpijskich w Pekinie, gdzie zajęli 5. miejsce. W 2011 połączył siły z Clemensem Dopplerem, z którym szło mu równie dobrze co z poprzednim partnerem. Zdobyli brązowy medal na Mistrzostwach Europy w 2014 roku, a także tytuł wicemistrza Świata w 2017 roku.